# Casa de los muñecos

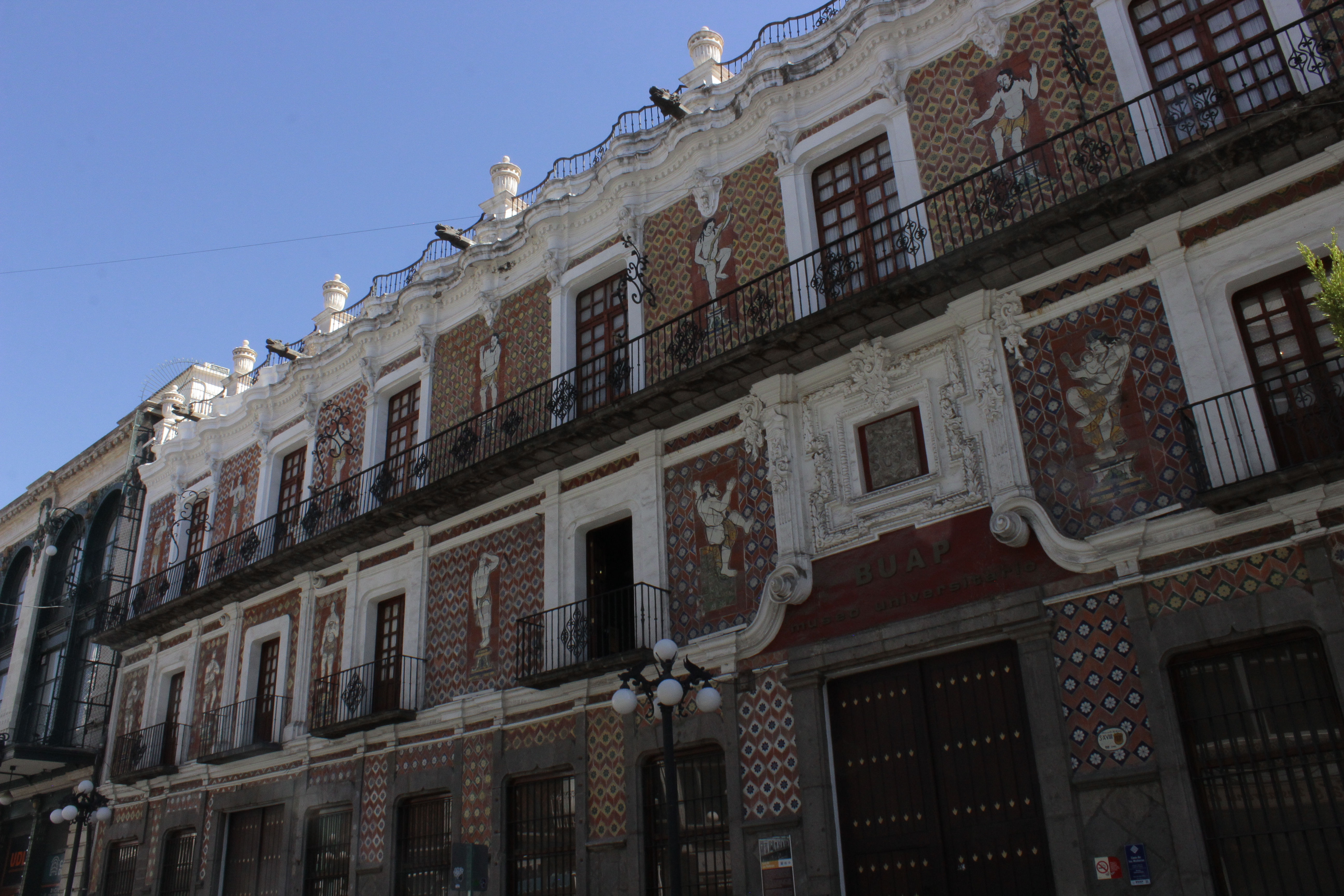
Casa de los Muñecos

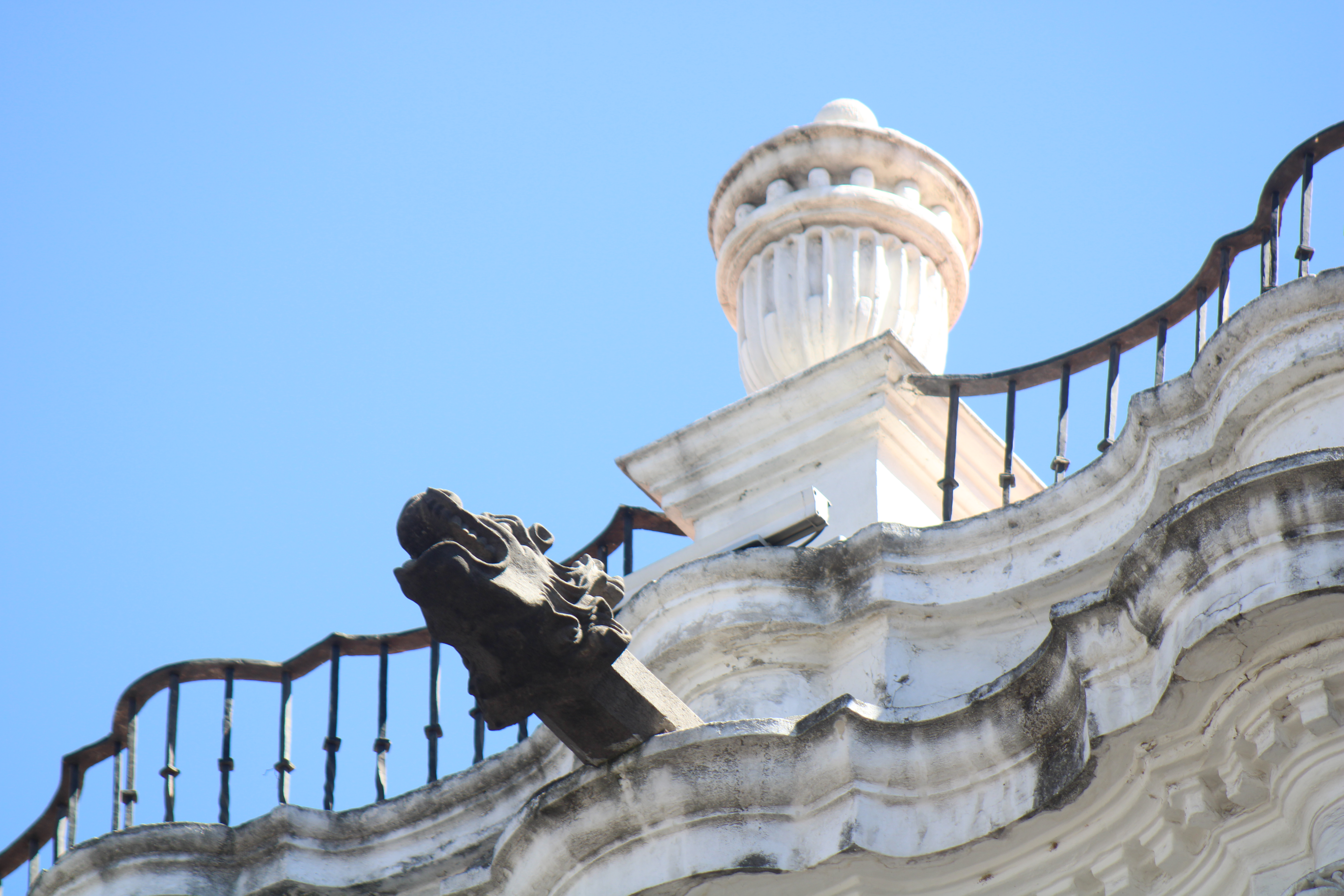
Detalles

La Casa de los Muñecos es un inmueble histórico considerado uno de los más notables ejemplos de la arquitectura civil de la Puebla del siglo XVIII. Desde 1983 es parte del patrimonio de la Benemérita Universidad Autónoma de Puebla y actualmente es sede del Museo Universitario de la BUAP. Está ubicada en la primera manzana al noreste del zócalo de la ciudad de Puebla.

## Historia
El historiador Arturo Córdova Durana afirma que la casa está en "uno de los solares principales contiguos a la Plaza Mayor que, en el siglo XVI, el regimiento de la recién fundada ciudad de Puebla le da en merced al capitán Juan Ochoa de Elejalde, conquistador y escribano de armada de Hernán Cortés".
El mismo investigador afirma que el último de los descendientes de Juan Ochoa de Elejalde, Andrés de Pardiñas y Villar de Francos, Conde de Castelo, en 1784 vendió la finca al capitán y regidor Agustín de Ovando Cáceres de Ledesma Núñez de Villavicencio.  Sin embargo, el Doctor Hugo Leicht, en su libro Las Calles de Puebla, señala que la casa fue edificada por Agustín de Ovando y Villavicencio.
Así, durante la historia de Puebla, la casa ha sido conocida como Casa del Conde de Castelo y Casa de Ovando. Pero el nombre más conocido para esta casa es el que la población le ha dado: Casa de los Muñecos.

## Arquitectura
Este nombre se debe a la fachada de la casa: una de las más admiradas entre las casas barrocas de Puebla.
En la fachada se observan tres niveles. En el primero, doce vanos: diez corresponden a ventanas y los dos más grandes, a las puertas. Aunque es una sola fachada, corresponde a dos casas. En el segundo nivel se alternan ocho tableros con ocho balcones, quedando al centro, sobre la entrada principal, el escudo de la familia Ovando y Villavicencio. En el tercer nivel se repite el juego alternado de tableros y ventanas. Sobre la cornisa se aprecia un barandal corrido. Más arriba, una cornisa ondulante, seis gárgolas, un barandal y seis macetones en la parte superior.
El conjunto es un extraordinario ejemplo de fachada barroca poblana: en la base, lambrín de cantera gris; sobre este, un tapetillo formado por ladrillos de arcilla roja y azulejos. Y lo más llamativo: formados con mosaico de azulejo, dieciséis figuras antropomorfas presentadas en un momento que detiene sus movimientos. 
Fue restaurada por el arquitecto Ambrosio Guzmán en 1987, quien fungió como primer director del Museo Universitario. 
La casa resultó dañada por el sismo de 1999, por lo que permaneció cerrada durante siete años por los trabajos de remodelación. Fue reabierta al público el 4 de octubre de 2006.

## Los muñecos

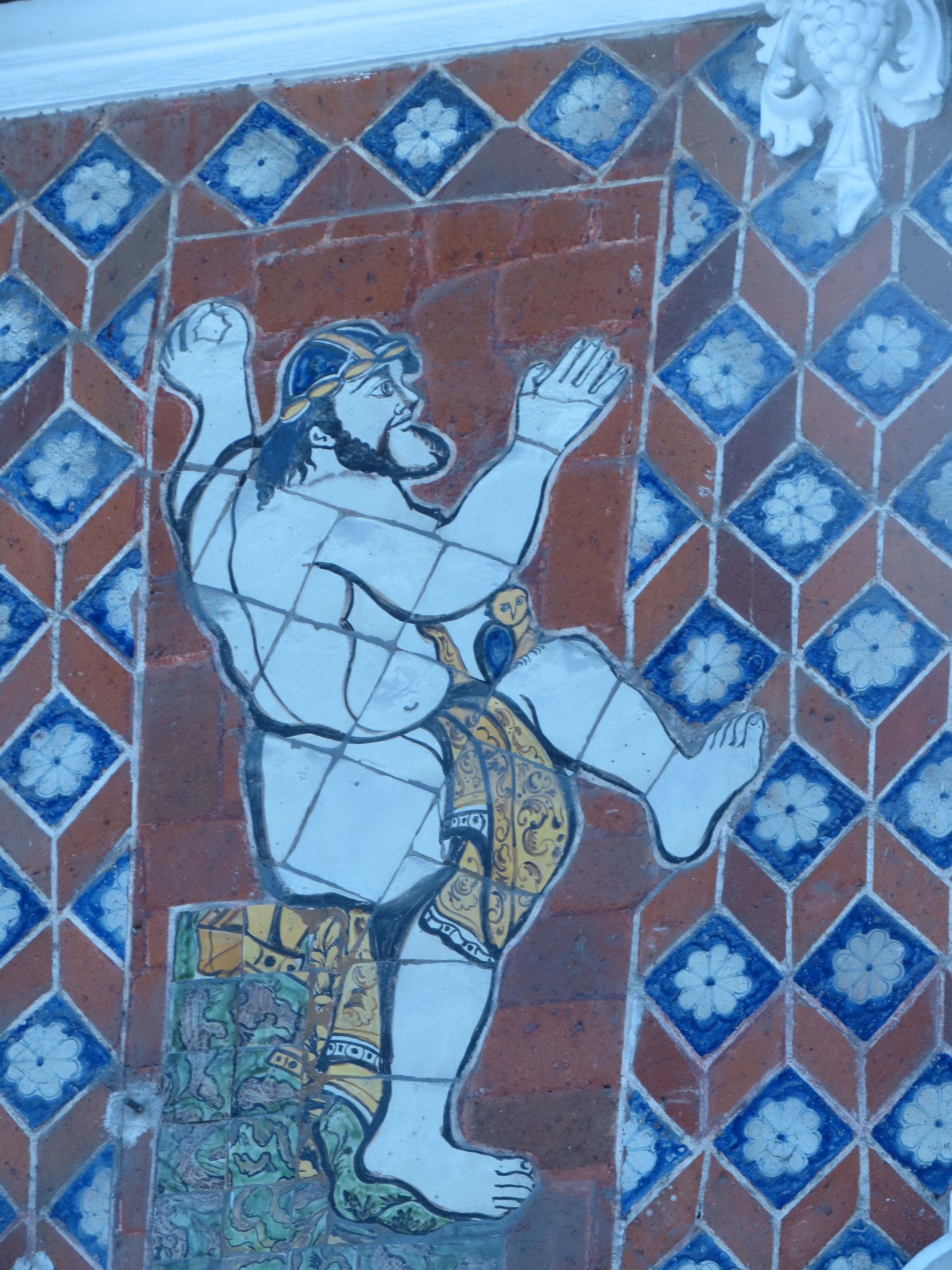
Detalle de la fachada de la Casa de los Muñecos

La tradición popular menciona que Agustín de Ovando, con las muecas de los muñecos, se mofó de los regidores que se opusieron a que su casa tuviera más altura que la casa de gobierno.
El historiador Enrique Cordero y Torres refiere la leyenda de que Ovando hizo burla de los regidores a partir de los animales y atributos que presentan algunos de los muñecos: el dictador, el culebrero…  Estas versiones populares no consideran que el mismo Agustín de Ovando fue regidor.
Una de las versiones más elaboradas para el significado de las figuras de la fachada se debe al investigador Erwin Walter Palm quien afirma en un análisis muy documentado que la fachada presenta –en un relato densamente sincrético–  en la parte superior, una fiesta en la que gente baila acompañada de música la alegría porque Hércules ha dado muerte a la serpiente; y, en el nivel intermedio, los Cinco Sentidos –presentados por los animales que portan algunos de los personajes– dan la bienvenida a Hércules liberador.